# Phyllanthus rosselensis
Phyllanthus rosselensis là một loài thực vật có hoa trong họ Diệp hạ châu. Loài này được Airy Shaw & G.L.Webster miêu tả khoa học đầu tiên năm 1971.